# (26961) 1997 OY1
(26961) 1997 OY1 est un astéroïde de la ceinture principale d'astéroïdes découvert en 1997.

## Description
(26961) 1997 OY1 a été découvert le 29 juillet 1997 à l'observatoire astronomique de Bédoin (France) par Pierre Antonini.

### Caractéristiques orbitales
L'orbite de cet astéroïde est caractérisée par un demi-grand axe de 2,53 UA, un périhélie de 2,03 UA, une excentricité de 0,20 et une inclinaison de 9,41° par rapport à l'écliptique. Du fait de ces caractéristiques, à savoir un demi-grand axe compris entre 2 et 3,2 UA et un périhélie supérieur à 1,666 UA, il est classé, selon la JPL Small-Body Database, comme objet de la ceinture principale d'astéroïdes.

### Caractéristiques physiques
(26961) 1997 OY1 a une magnitude absolue (H) de 14,3 et un albédo estimé à 0,051.